# Drama (альбом Yes)
Drama — музичний альбом гурту Yes. Виданий 18 серпня 1980 року лейблом Atlantic Records. Загальна тривалість композицій становить 36:55 (основна версія) або 79:05 (розширена версія). Альбом відносять до напрямку прогресивний рок.

## Список пісень
1. Machine Messiah — 10:27
2. White Car — 1:21
3. Does It Really Happen? — 6:35
4. Into the Lens — 8:33
5. Run Through the Light — 4:43
6. Tempus Fugit — 5:15

додаткові треки на виданні 2004 року:
1. Into The Lens  — 3:47
2. Run Through the Light — 4:31
3. Have We Really Got to Go Through This — 3:43
4. Song No. 4 — 7:31
5. Tempus Fugit — 5:39
6. White Car  — 1:11
7. Dancing Through the Light» — 3:16
8. Golden Age — 5:57
9. In the Tower — 2:54
10. Friend of a Friend — 3:38